# ペワ湖

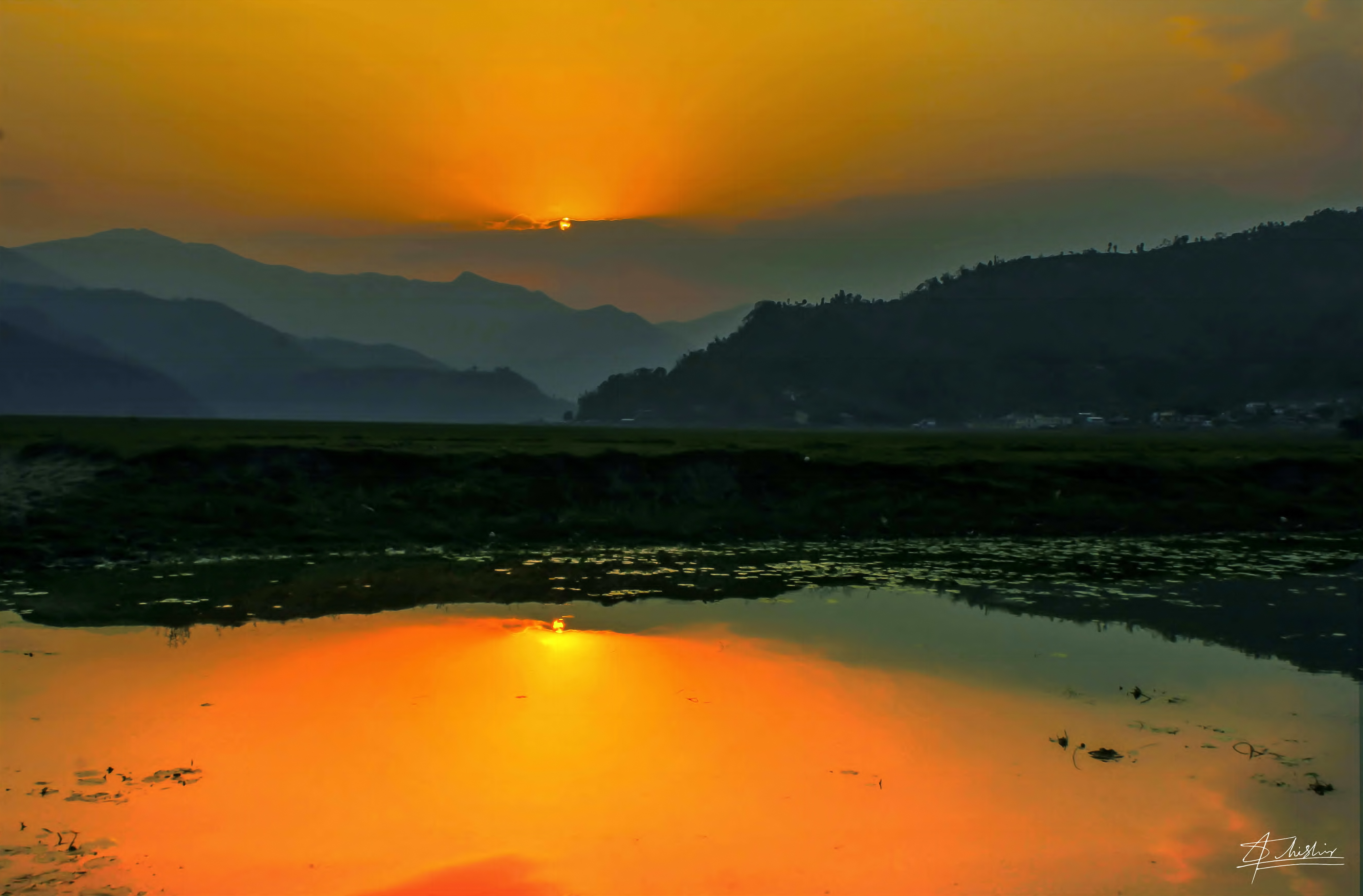
夕暮れのフェワ湖

ペワ湖（ペワこ、フェワこ、Phewa Tal、英:Phewa Lake）は、ネパール・ポカラ渓谷内のポカラ市内西側にある湖。南北に長くなっているが、北部が幅があり下流側のダムのある南部が細くなっている。ネパールを代表する観光地、リゾート地の一つ。

## 概要
ポカラはヒマラヤに端を発する渓谷の緑豊かな盆地に位置し、標高は約800mでカトマンズよりも温暖でバナナの木も生えている。ペワ湖はポカラの中心部より西側に位置し、湖畔はレイクサイドと呼ばれ、多くのホテル、店舗が住宅と同居しており、湖畔道路沿いは観光客が集中しにぎやかである。ダムサイドにはネパール・ツーリウム・ボードという建物があり、観光案内所、イミグレーション・オフィス、アンナプルナ自然保護地域プロジェクト（ACAP）などが入っている。ダムサイドからレイクサイドへ向かい道路には大木があり、チョウタラ（休憩所）となっており露天商がたむろする場所があり、サヒド・チョークと呼ばれ、付近には政府のオフィスが並ぶ。北へ徒歩5分の距離あたりには郵便局がある。レイクサイドを北上し車道がなくなるあたりからツーリスト向けの店舗がなくなり、田畑や水牛が草を食むのどかな景色に変る。湖畔からは、サランコットへの登山道が伸びている。
ペワ湖を含む一帯の9つの湖からなる湖沼群はアカハジロ、インドハゲワシなどの鳥類およびウンピョウ、インドセンザンコウなどの哺乳類の生息地で、2016年にラムサール条約登録地となった。
湖畔には、数多いレストランのほか何箇所かレンタルボートがあり、絶え間なくボートが発着する光景が日が暮れるまで見られる。湖上から見るアンナプルナ連峰は特に美しい。湖面は夕暮れ時には絶妙な色合いに染まる。

## 周辺観光
ポカラはヒマラヤ登山の拠点になっているため、常ににぎやかであるが、湖畔でのんびりする観光客、登山客のほか地元民も暑い日の夕方には涼を求めてやってくる。登山者のほか、ホテルに長期滞在する者も多く、レンタサイクルや貸ボートなどでゆっくり過ごす観光客も多い。近在には、サランコットの丘、ビンドゥバシニ寺院、パタレ・チャンゴ、グプテシュワール・マハーデヴ洞窟、タシリン・チベット村、チベットとの交易でその昔賑わっていた古い街並みのオールドバザール、日本山妙法寺、各種博物館などが点在する。その他、パラグライダー、エンジン付きグライダーなどのアクティビティがある。

### サランコットの丘
標高1592mの丘で、早朝のヒマラヤ展望の名所。展望台がある。タクシーでも行ける。

### グプテシュワール・マハーデヴ洞窟
パタレ・チャンゴからほど近く、標識がある。ある修験者が洞窟にシヴァ神の像が眠っているのを夢見て内部を探したところ像が見つかったとされる。奥の方は侵食された鍾乳洞になっており、最も深いところでは高さ5mほどあるが、雨季には天井まで水がくるという。

### タシリン・チベット村
1959年の中国軍チベット侵攻による難民の住む村。チベット文化を伝える生活をし、観光客向けのアクセサリーやアンモナイトの化石で行商をし生計を立てる女性も多い。

### 日本山妙法寺
ペワ湖南側の丘陵に建つ寺院。標高1113mあり、ペワ湖とマラヤ展望が見事。真っ白なパゴダ、ストゥーパが建つ。

## ギャラリー

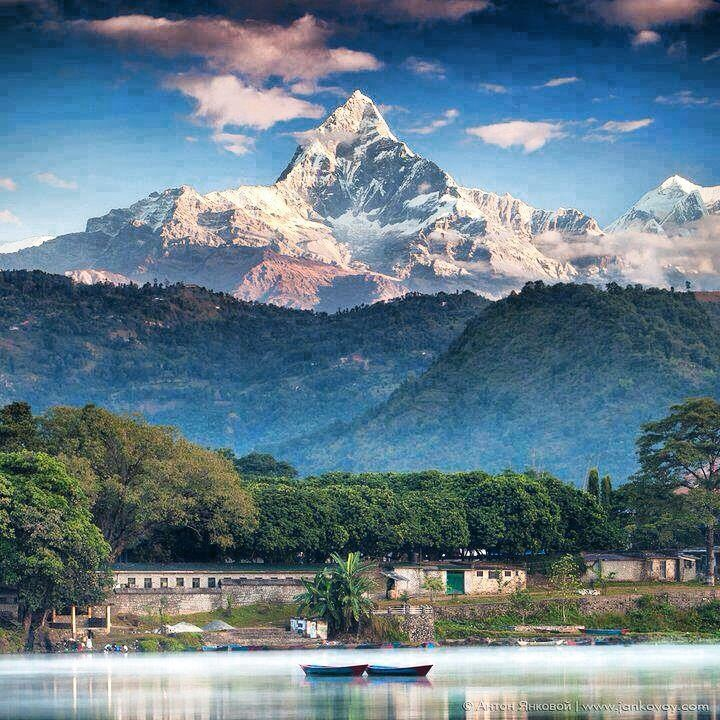
マチャプチャレ
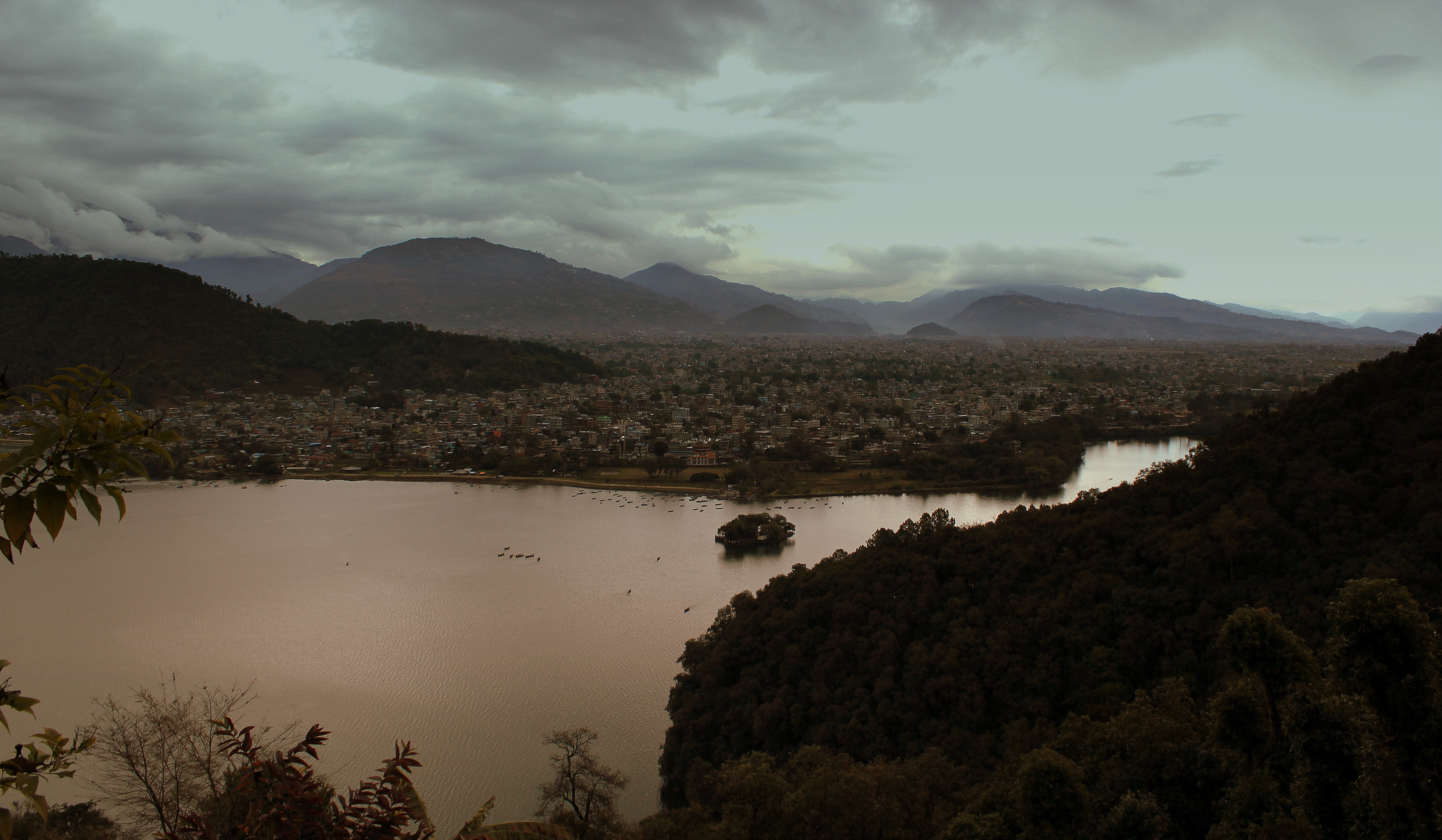
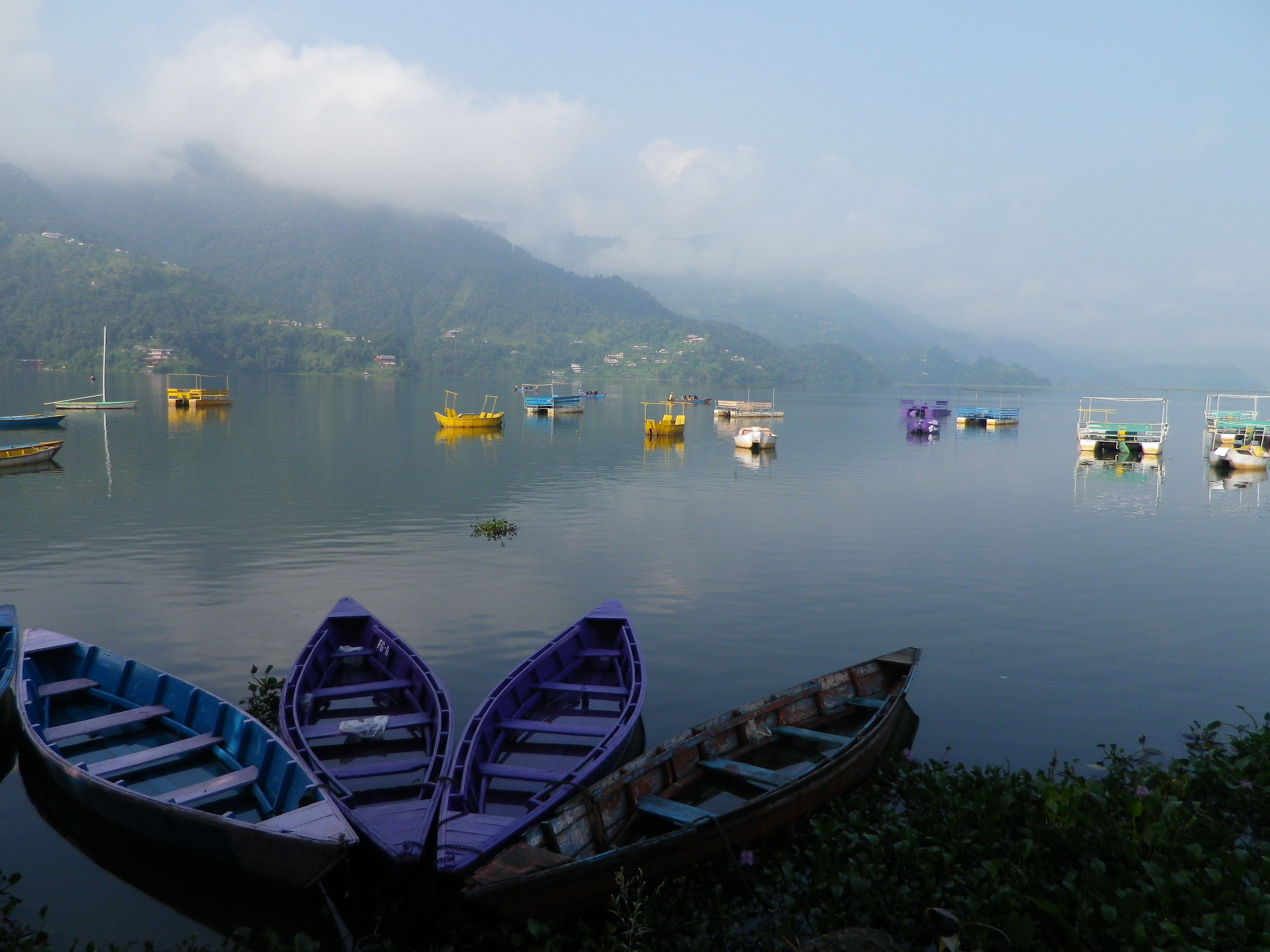
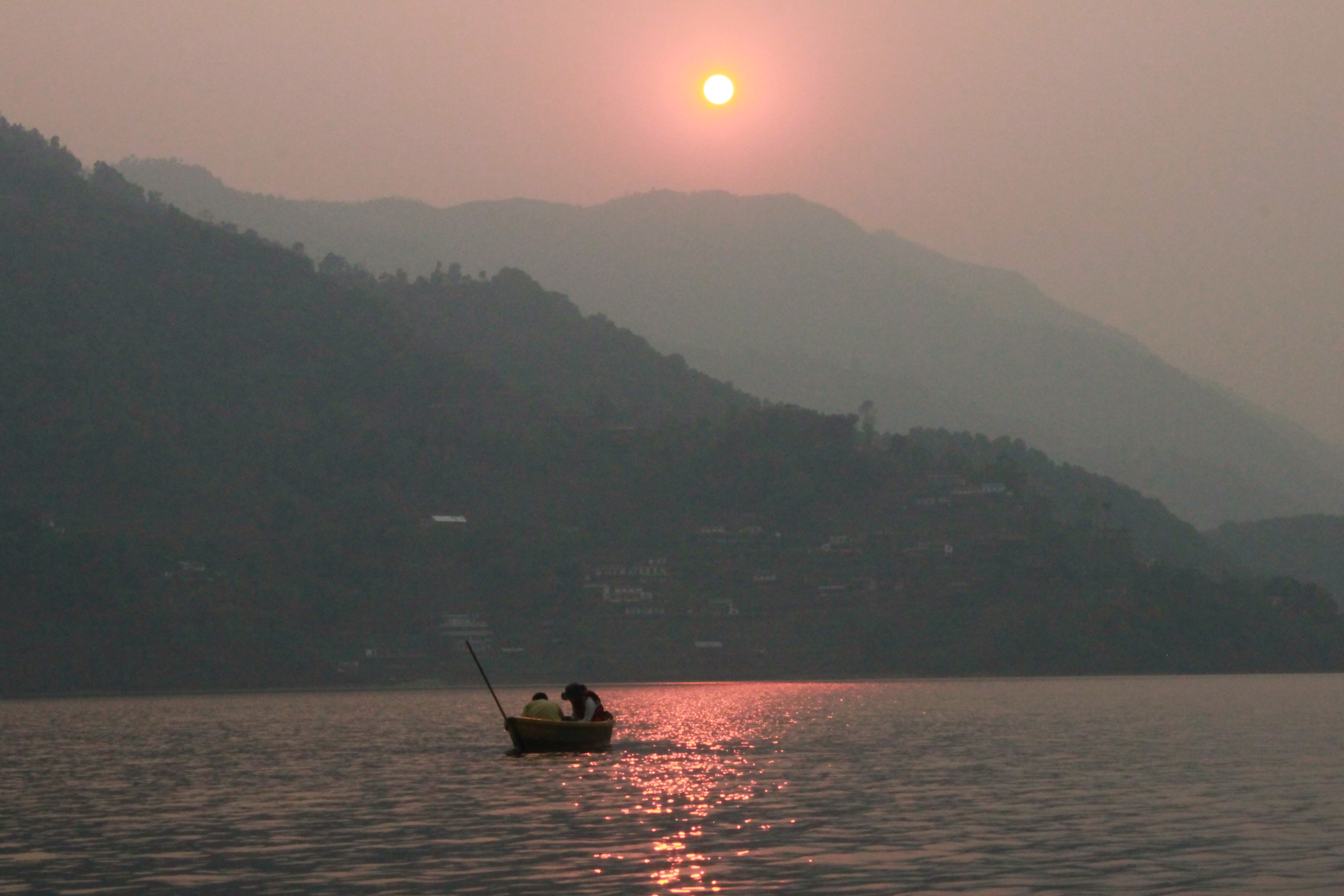
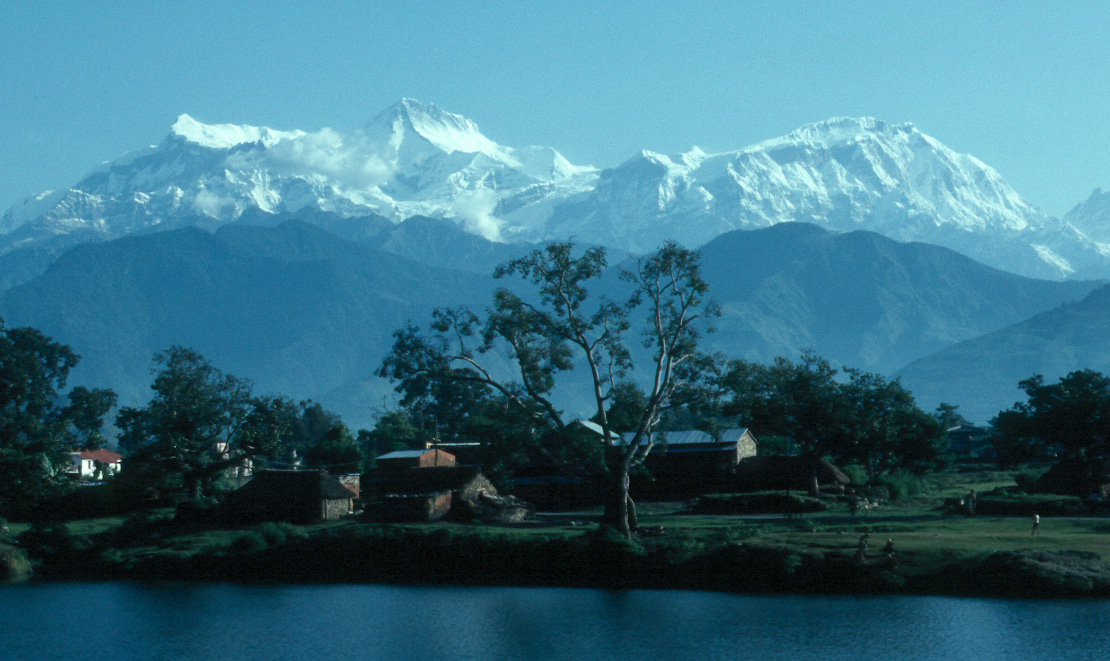
アンナプルナ